# Génération citoyenne
La Génération citoyenne est un parti politique guinéen.
C'est l'un des 24 partis ayant participé à l'élection présidentielle de 2010. Son candidat, Fodé Mohamed Soumah, il a été éliminé au 1er tour, avec 0,11% des suffrages. En 2012, c'est l'un des 44 partis qui rejoignent la coalition RPG-Arc-en-Ciel d'Alpha Condé.
En 2020, participe aux élections législatives et obtient 1,36% des suffrages et  39 106 des voix et 1 siège avec a l'assemblée nationale.
En 2013 et 2020, il participe aux élections législatives guinéennes et le parti remporte à chaque fois à ses élections un siège.